# Copa América de 1991
A Copa América de 1991, foi a 35° edição do principal torneio sul-americano entre seleções, foi disputada entre 6 a 21 de julho no Chile, participaram do torneio as dez seleções filiadas a CONMEBOL.
A Argentina venceu o Brasil na fase final da competição conquistando seu 13° título de Copa América.

## Estádios
A competição foi realizada em quatro cidades diferentes. A relação dos estádios e das cidades está abaixo:
| Cidade            | População | Estádio                         | Lotação |
| ----------------- | --------- | ------------------------------- | ------- |
| Santiago do Chile | 5.000.000 | Estádio Nacional                | 77.000  |
| Concepción        | 350.000   | Estádio Municipal de Concepción | 35.000  |
| Viña del Mar      | 340.000   | Estádio Sausalito               | 19.000  |
| Valparaíso        | 250.000   | Estádio Regional Chiledeportes  | 18.000  |

## Fase de grupos
Nesta parte da competição, as dez seleções participantes da competição foram divididas em dois grupos de cinco. Para a fase final, classificam-se os dois primeiros de cada grupo. Caso duas equipes terminem empatadas em números de pontos, são aplicados os seguintes critérios de desempate, pela ordem:
- Maior saldo de gols.
- Maior quantidade de gols marcados.
- Confronto direto entre as seleções empatadas.

### Grupo A
| Pos. | Seleção   | P | J | V | E | D | GP | GC | SG  |
| ---- | --------- | - | - | - | - | - | -- | -- | --- |
| 1°   | Argentina | 8 | 4 | 4 | 0 | 0 | 11 | 3  | 8   |
| 2°   | Chile     | 6 | 4 | 3 | 0 | 1 | 10 | 3  | 7   |
| 3°   | Paraguai  | 4 | 4 | 2 | 0 | 2 | 7  | 8  | -1  |
| 4°   | Peru      | 2 | 4 | 1 | 0 | 3 | 9  | 9  | 0   |
| 5°   | Venezuela | 0 | 4 | 0 | 0 | 4 | 1  | 15 | -14 |

Partidas realizadas:
6 de julho:
- Chile 2-0  Venezuela.
- 15:00
- Paraguai 1-0  Peru.
- 17:00

8 de julho:
- Chile 4-2  Peru.
- Argentina 3-0  Venezuela.

10 de julho:
- Paraguai 5-0  Venezuela.
- Argentina 1-0  Chile.

12 de julho:
- Peru 5-1  Venezuela.
- Argentina 4-1  Paraguai.

14 de julho:
- Argentina 3-2  Peru.
- Chile 4-0  Paraguai.

### Grupo B
| Pos. | Seleção  | P | J | V | E | D | GP | GC | SG |
| ---- | -------- | - | - | - | - | - | -- | -- | -- |
| 1°   | Colômbia | 5 | 4 | 2 | 1 | 1 | 3  | 1  | 2  |
| 2°   | Brasil   | 5 | 4 | 2 | 1 | 1 | 6  | 5  | 1  |
| 3°   | Uruguai  | 5 | 4 | 1 | 3 | 0 | 4  | 3  | 1  |
| 4°   | Equador  | 3 | 4 | 1 | 1 | 2 | 6  | 5  | 1  |
| 5°   | Bolívia  | 2 | 4 | 0 | 2 | 2 | 2  | 7  | -5 |

Partidas realizadas:
7 de julho:
- Colômbia 1-0  Equador.
- Uruguai 1-1  Bolívia.

9 de julho:
- Uruguai 1-1  Equador.
- Brasil 2-1  Bolívia.
- 20:30

11 de julho:
- Colômbia 0-0  Bolívia.
- Brasil 1-1  Uruguai.
- 20:30

13 de julho:
- Equador 4-0  Bolívia.
- Colômbia 2-0  Brasil.
- 15:00

15 de julho:
- Uruguai 1-0  Colômbia.
- Brasil 3-1  Equador.
- 20:30

## Fase final
Na fase final, as quatro seleções classificadas foram colocadas num único grupo. Ao final de todos os jogos realizados, a seleção que ficasse na primeira colocação, seria a campeã da competição.
| Pos. | Seleção   | P | J | V | E | D | GP | GC | SG |
| ---- | --------- | - | - | - | - | - | -- | -- | -- |
| 1°   | Argentina | 5 | 3 | 2 | 1 | 0 | 5  | 3  | 2  |
| 2°   | Brasil    | 4 | 3 | 2 | 0 | 1 | 6  | 2  | 3  |
| 3°   | Chile     | 2 | 3 | 0 | 2 | 1 | 1  | 3  | -2 |
| 4°   | Colômbia  | 1 | 3 | 0 | 1 | 2 | 2  | 5  | -3 |

Partidas realizadas:
17 de julho:
- Argentina 3-2  Brasil.
- 18:30
- Chile 1-1  Colômbia.

19 de julho:
- Argentina 0-0  Chile.
- Brasil 2-0  Colômbia.
- 20:30

21 de julho:
- Brasil 2-0  Chile.
- 15:00
- Argentina 2-1  Colômbia.

## Resultado
| Campeão da Copa América de 1991 |
| ------------------------------- |
| Argentina 13º Título            |

## Campanha do Brasil
O Brasil foi treinado por Paulo Roberto Falcão.

### Artilheiros
3 gols
- Branco

2 gols
- João Paulo
- Mazinho
- Luís Henrique

1 gol
- Neto
- Márcio Santos
- Renato Portaluppi

### Assistências
2 Assistências
- Mauro Silva

1 Assistência
- Raí
- Sílvio Mariola
- Branco
- João Paulo